# Elke Altmann
Elke Altmann (Rostock, 1957. június 19. –) német politikus. Érettségi után 1978-ban állatgondozói végzettséget szervezett, majd egyetemi tanulmányait Berlinben és Rostockban végezte. 1976-ban lett az SED tagja, később a PDS-be is belépett. Öt gyermek édesanyja.